# Floresta Tropical Ituri

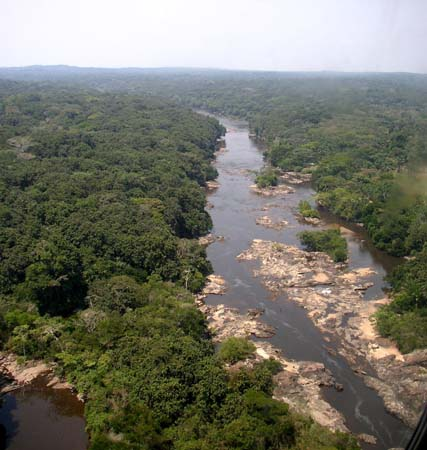
Vista do rio Epulu na área de Ituri.

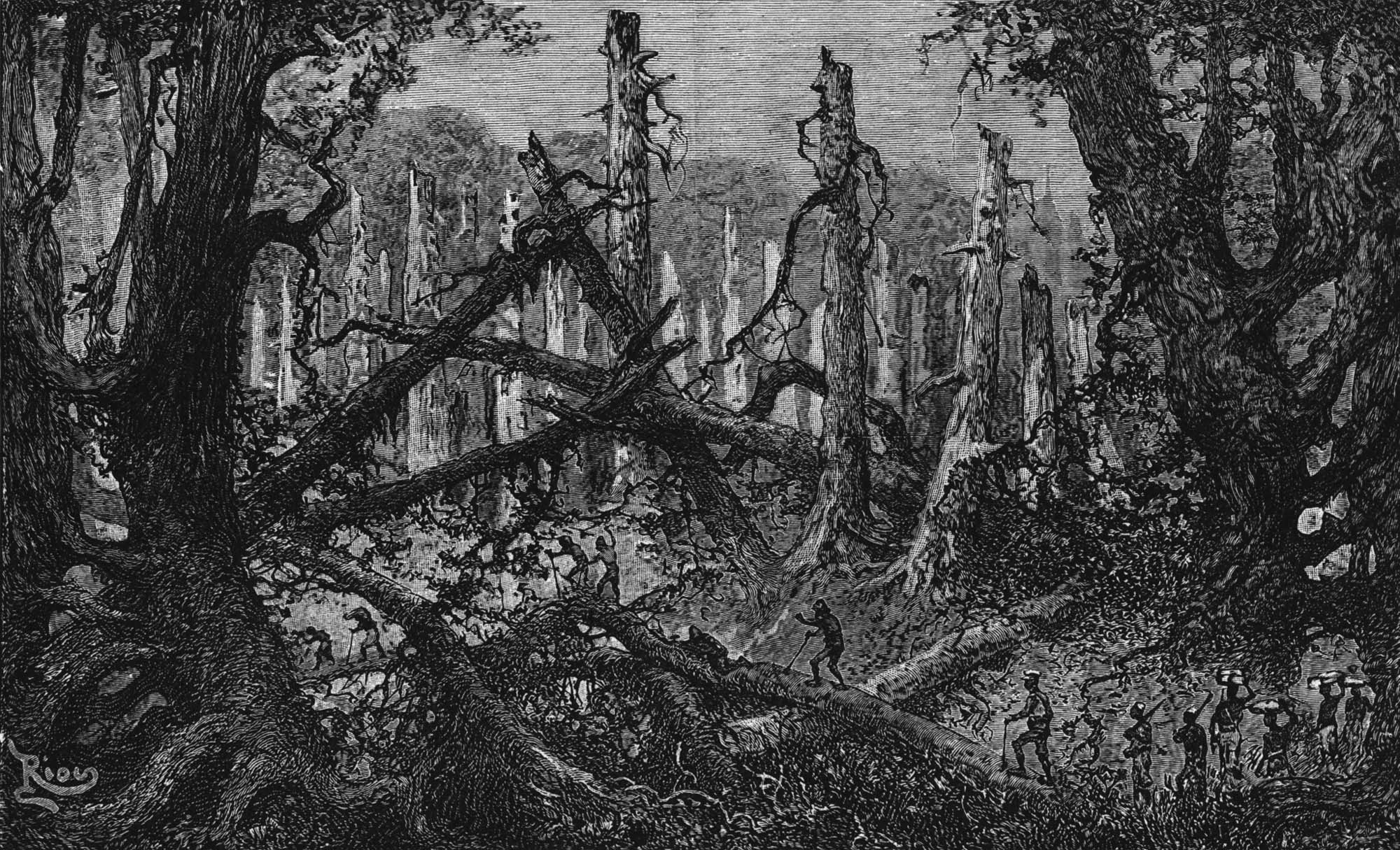
Gravura da expedição de Stanley que cruza uma clareira na floresta, de seu livro "na mais escura África", 1890

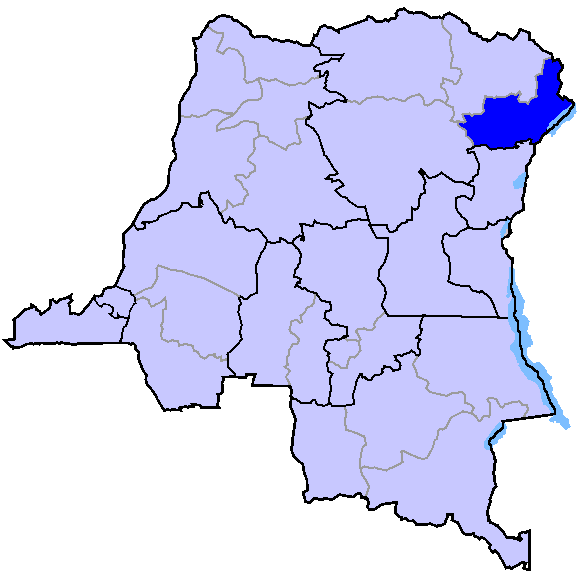
Mapa da Ituri com a RDC

A Floresta Tropical Ituri é uma floresta tropical localizada na Província de Ituri no nordeste da República Democrática do Congo anteriormente chamado Zaire.  O nome da floresta deriva do vizinho rio Ituri que flui através da floresta tropical, conectando-se primeiro ao rio Aruwimi e finalmente ao Congo.

## Geografia
A Floresta tropical Ituri tem 63.000 kilômetros quadrados de área, e está situado entre  0° e 3°N e 27° e 30° E. A elevação no Ituri varia de aproximadamente 700 m a 1000 m. A temperatura média é de 31°C (88°F) e a umidade média é de cerca de 85% (Wilkie 1987). Cerca de um quinto da Floresta tropical é composto do Okapi Wildlife Reserve, um Patrimônio Mundial.  É também o lar do Mbuti pigmeus, um dos povos caçadores-coletores que vivem em florestas equatoriais caracterizados por sua pequena altura (abaixo de um metro e meio, ou 59 polegadas, em média). Eles foram objeto de um estudo da Colin Turnbull, As Pessoas da Floresta (em inglês: The Forest People), em 1962. A Floresta tropical Ituri foi primeiramente atravessada por europeus em 1887 por Henry Morton Stanley em seu Emin Pasha Relief Expedition.